# Stilbops cavigena
Stilbops cavigena là một loài tò vò trong họ Ichneumonidae.